# قائمة زملاء الجمعية الملكية المنتخبين في 1927
هذه الصفحة تعرض قائمة زملاء الجمعية الملكية المُنتخبين لعام 1927.None

## الزملاء
- Herbert Henry Thomas [الإنجليزية]‏
- Charles Morley Wenyon [الإنجليزية]‏
- Thomas Graham Brown [الإنجليزية]‏
- جورج كلاريدج دروس
- سيباستيان فيرانتي